# Ruth Ayodele
Ruth Imoleayo Ayodele (17 de julio de 2000) es una deportista nigeriana que compite en halterofilia. Ganó una medalla de plata en el Campeonato Mundial de Halterofilia de 2023, en la categoría de 64 kg.

## Palmarés internacional
| Campeonato Mundial | Campeonato Mundial    | Campeonato Mundial | Campeonato Mundial |
| Año                | Lugar                 | Medalla            | Categoría          |
| ------------------ | --------------------- | ------------------ | ------------------ |
| 2023               | Riad (Arabia Saudita) | Medalla de plata   | 64 kg              |